# MS Liberty of the Seas
MS Liberty of the Seas – statek pasażerski typu Freedom należący do Royal Caribbean International, odbywający regularne rejsy wycieczkowe od maja 2007. Statek składa się z 18 pokładów, na których może znajdować się 4370 pasażerów oraz 1360 członków załogi. Jednostka została zbudowana w stoczni Aker Finnyards w Turku, w Finlandii, gdzie wcześniej została zbudowana siostrzana jednostka MS "Freedom of the Seas". Wraz z siostrzanym statkiem "Freedom of the Seas" w momencie wejścia do służby, w maju 2007, był największym statkiem pasażerskim jaki kiedykolwiek został wybudowany. Jego długość wynosi 339 m i może się poruszać z prędkością 21,6 węzłów (40 km/h).